# José Berges
José Berges (1820 - 21 de dezembro de 1868) foi um diplomata paraguaio que serviu como ministro das Relações Exteriores durante o governo do ditador paraguaio Francisco Solano Lopez e a Guerra da Tríplice Aliança.